# Mildred Villafañe
Mildred Villafañe es una empresaria, mercadóloga y creadora en el ámbito del entretenimiento.

## Biografía
Creció y se desarrolló en una familia de intelectuales de San Juan, Puerto Rico. Su abuelo, Oscar Villafañe, emigró a México y fue creador y propietario de una de las empresas líderes en la industria internacional cosmética, farmacéutica y de alimentos. Él fue quien creó y lanzó al mercado, entre otros, productos como Sal de Uvas Picot, el primer antiácido efervescente y el ChocoMilk, también primer chocolate instantáneo en el mundo, los cuales se posicionaron como marcas genéricas y mitos en el mundo del marketing.

## Sus inicios
Villafañe se graduó en la Facultad de Ciencias de la Comunicación de la Universidad Anáhuac, en la Ciudad de México. Donde años más tarde, junto con André Midani creó la Fundación Académica de la Industria de la Música (FAIM), donde impartió un curso de postgrado sobre la teoría y práctica de la industria.
A los 21 años ocupó la Dirección de Proyectos Especiales en Televisa, uno de los principales participantes en el negocio de entretenimiento a nivel mundial y el más grande en Latinoamérica. siendo la más joven en ocupar ese cargo hasta ese momento.

## Su trabajo

### Flans
A la edad de 22 años, inició su propia empresa de producción y representación artística, Dum-Dum, en sociedad con Victor Hugo O'Farrill donde formó uno de los grupos musicales más influyentes de la década de 1980: Flans, cuya propuesta en imagen, sonido, letras y coreografías fueron un parteaguas para el pop de habla hispana. Logrando ventas de millones de discos, giras internacionales en estadios multitudinarios y una marca exitosa de ropa.
Flans se convirtió en el primer grupo mexicano de cualquier género al que se le diseñó una imagen completa, que consistía desde la personalidad y vestuario de sus integrantes, hasta el concepto de su música y de todo lo que estuviera alrededor, como su logotipo.
La Universidad Nacional Autónoma de México, estudió Flans como un fenómeno sociocultural, debido a su impacto y efectos en todas las edades y estándares de vida.

### Maná
Villafañe lanzó a la agrupación Sombrero Verde, a quienes dio un nuevo nombre: “Maná”. Reconocidos hoy en día como la banda más importante de rock-pop mexicano.

### Mecano
A mediados de los años 1980, lanzó al grupo español Mecano en México. Lanzamiento que marcaría el posicionamiento del grupo en Latinoamérica.

### Teatro
Entre sus producciones teatrales están: la revista musical “Mambo, Homenaje a Dámaso Pérez Prado” como el espectáculo de reapertura del mítico “ Teatro Blanquita”, logrando reunir a los más importantes cantantes de la época; Alejandra Guzmán, Eugenia León, Sasha Sokol, Flans y del cual se realizaron dos discos. Así como el espectáculo  “Mexican Señorita” con la ganadora al Ariel a mejor actriz Ofelia Medina, bajo la dirección del maestro Juan Ibáñez. Con el cual recibió el premio de “La Asociación de Cronistas de Espectáculos de Nueva York” como mejor espectáculo del año.

### Otros trabajos
Produjo "Faltaba Yo", el último disco de la «la reina del bolero», Olga Guillot. Con la coordinación de Olga María Toussaint, arreglos de Arturo Sandoval y la intervención de Armando Manzanero y Cachao entre otros.
Produjo los discos “11:11” y “Por un amor” de Sasha Sokol, marcando el retorno de la cantante al ámbito musical.
Mildred Villafañe ha tenido múltiples éxitos como compositora en el “Top Ten Latin Billboard”. Entre sus composiciones está “Quédate aquí”,  tema de amor de la película “Desperado”, interpretado por la actriz nominada al “Oscar”, Salma Hayek.
Gracias a su trayectoria, fue invitada a colaborar como Asesora en Marketing y Comunicaciones dentro del Programa Mundial de Alimentación de Las Naciones Unidas con sede en Roma, Italia.